# Giardino Garibaldi

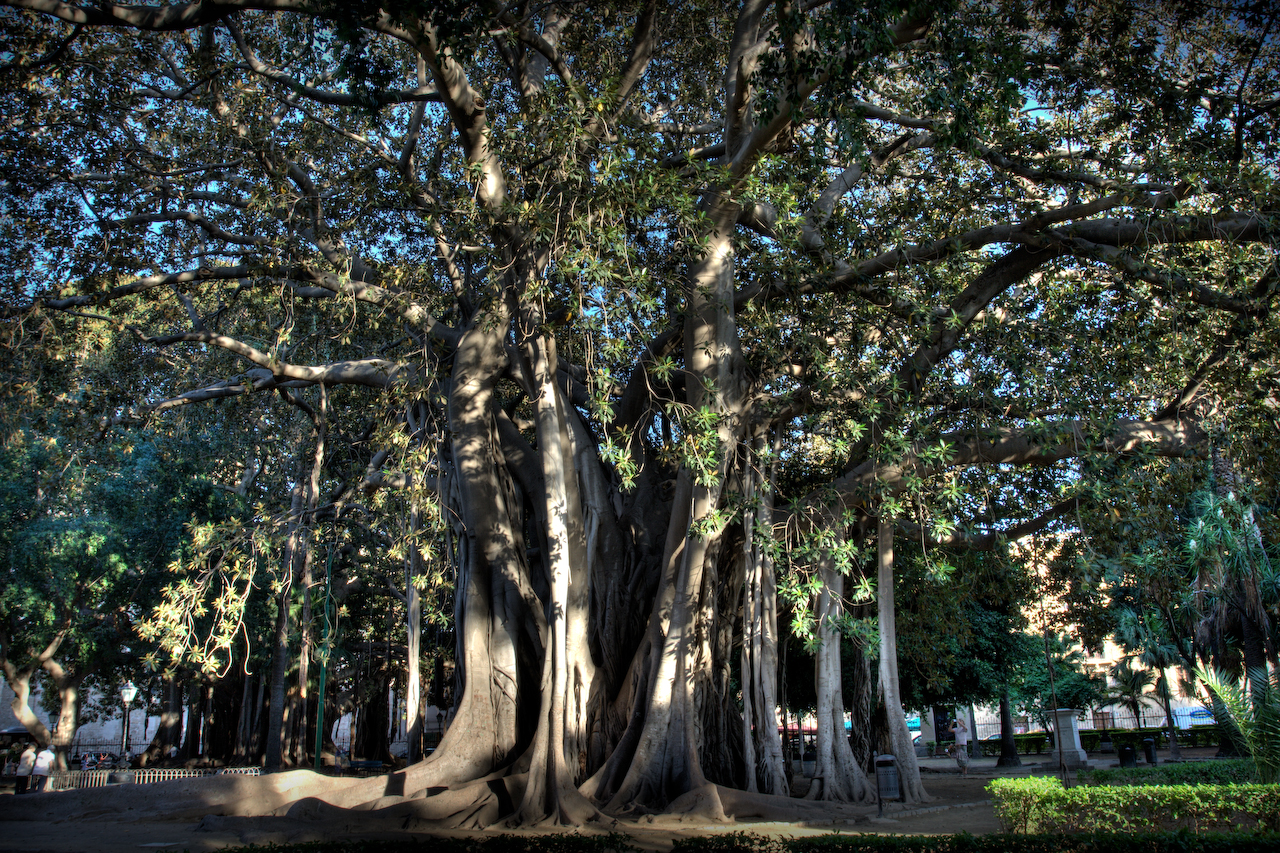
Il maestoso Ficus macrophylla del giardino Garibaldi

Il giardino Garibaldi, chiamato anche villa Garibaldi, è un giardino pubblico di Palermo.

## Storia
Il giardino è stato realizzato tra il 1861 e il 1864 dall'architetto Giovan Battista Filippo Basile a piazza Marina a Palermo, nello storico quartiere della Kalsa e fu intitolata all'eroe nazionale Giuseppe Garibaldi proprio per celebrare la nascita della nazione Italiana, da poco avvenuta.

## Struttura

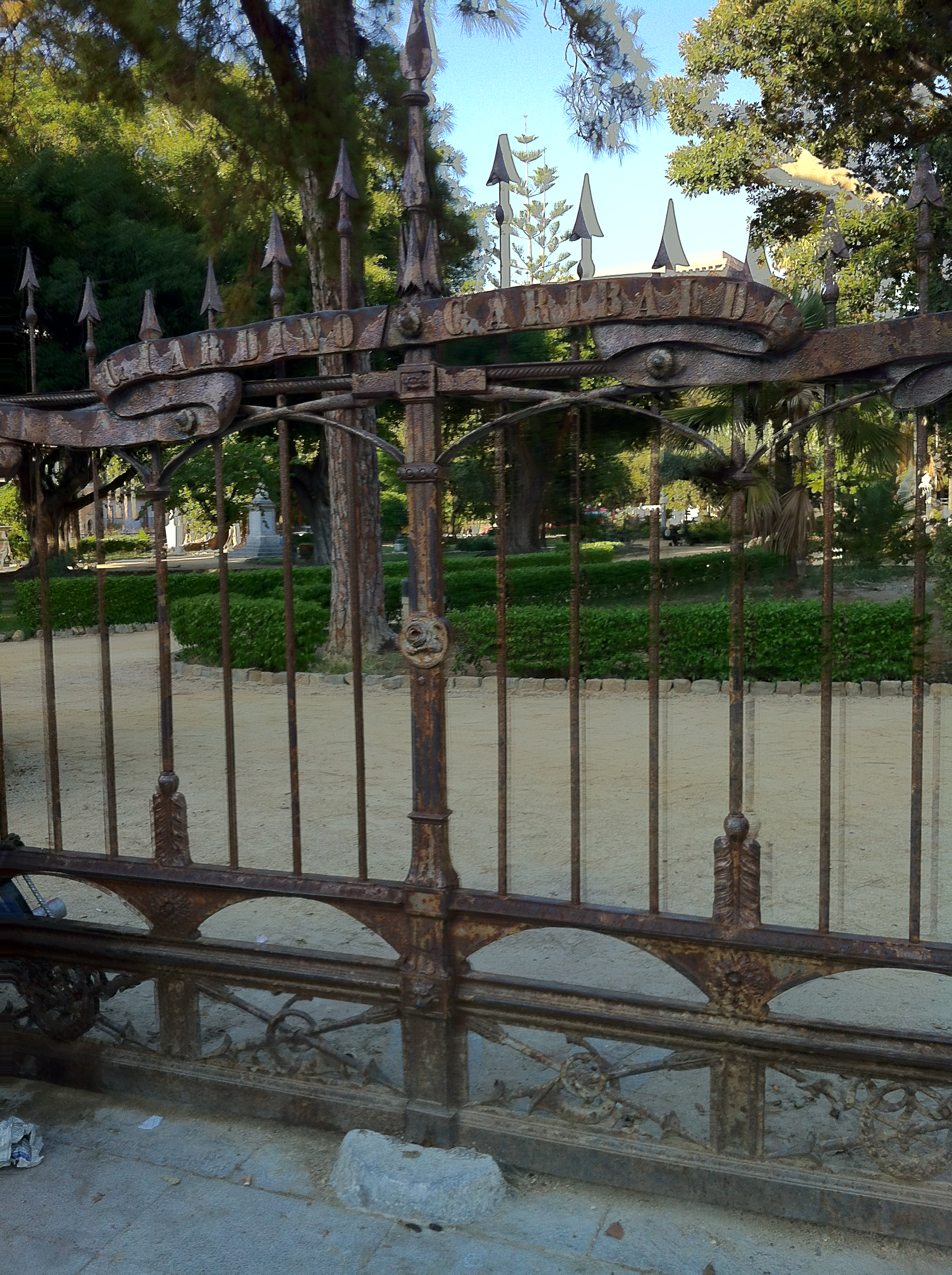
Il cancello d'ingresso

La villa ha le entrate in corrispondenza delle strade principali che convergono nella piazza ed è limitata da una pregevole recinzione in ghisa risalente allo stesso periodo della creazione dello spazio verde prodotta dalla Fonderia Oretea.
 Nella villa troviamo busti scultorei tra i quali appunto quello di Giuseppe Garibaldi, Enrico Albanese, Giuseppe La Masa, Rosolino Pilo, Francesco Riso, Giovanni Corrao, Raffaele De Benedetto, Luigi Tukory, rubato nel 2015 e ritrovato poco tempo dopo, e Nicola Bălcescu oltre che fontane e chalet.
Durante recenti scavi sono venuti alla luce parti di una pavimentazione composta da ciottoli.

## Specie presenti
Tra le tante piante esotiche che si trovano all'interno il maestoso Ficus macrophylla è sicuramente l'attrazione principale essendo considerato l’albero più grande d’Europa e uno dei più vecchi d'Italia, con un'altezza di 30 metri, una circonferenza del tronco che supera i 21 metri ed una chioma con diametro di 50 metri.. Fra le piante presenti spicca la presenza di un esemplare di podocarpo dell'Himalaya (Podocarpus neriifolius), di una rarissima quercia di origine messicana (Quercus polymorpha), di una imponente gardenia arborea del Sudafrica (Gardenia thunbergia). In primavera è possibile assistere alle fioriture  di Dermatophyllum secundiflorum, dagli odorosissimi fiori viola, che si alternano alle infiorescenze gialle di Roldania petasitis, a quelle arancioni di Leonotis leonurus e a quelle bianche di Sparrmannia africana.